# Sifrid (syn Břetislava Olomouckého)
Sifrid († 1227) byl syn knížete olomouckého údělu Břetislava a jeho neznámé manželky a královský kaplan.
Sifrid se musel věnovat církevní kariéře, jelikož moc na Moravě patřila markrabímu Vladislavu Jindřichovi. V roce 1220 je Sifrid zmiňován jako královský kaplan. V roce 1226 se stal děkanem olomoucké kapituly. Často kritizoval krále Přemysla i olomouckého biskupa Roberta, což samozřejmě vedlo ke sporům.